# Vihanti
Vihanti là một đô thị của Phần Lan.
Đô thị này nằm ở tỉnh Oulu trong vùng Bắc Ostrobothnia. Đô thị này có dân số 3.424 (2003) với diện tích là 485,21 km² trong đó có 4,13 km² là diện tích mặt nước. Mật độ dân số là 7,1 người trên mỗi km².
Vihanti là quê hương của ban nhạc rock "Gobra".
Đô thị này chỉ sử dụng tiếng Phần Lan.